# O Acidental
O Acidental foi um antigo blog colaborativo português de conteúdo maioritariamente político onde escreveram diversos autores que são atualmente comentadores de programas de televisão e colunistas de alguns dos principais jornais em Portugal. Criado a 8 de Abril de 2004 pelo antigo jornalista e atual consultor de comunicação, Paulo Pinto Mascarenhas, que também fez parte do blog colaborativo português 31 da Armada. O Acidental foi encerrado a 9 de Abril de 2006, mês em que o seu fundador e primeiro autor se tornou diretor da revista Atlântico.

## Posicionamento
Blogue assumidamente de direita, liberal e conservador, O Acidental reuniu ao longo dos seus dois anos de existência, um grupo alargado de colaboradores das mais diversas proveniências, desde partidos com representação parlamentar, universidades, meios de comunicação social e sociedade civil. O blogue fez parte de um movimento de renovação e refrescamento da direita que se seguiu à eleição de Durão Barroso como presidente do PSD e de Paulo Portas no CDS.   
Entre outras iniciativas, O Acidental teve importância de relevo na criação da iniciativa "Noites à Direita. Projecto Liberal", que teve na sua origem um grupo que reunia nomes como António Pires de Lima (antigo deputado e ex-vice-presidente do CDS), Luciano Amaral (professor universitário), Pedro Lomba (advogado), Rui Ramos (professor universitário), Filipa Correia Pinto (advogada) e Paulo Pinto Mascarenhas.

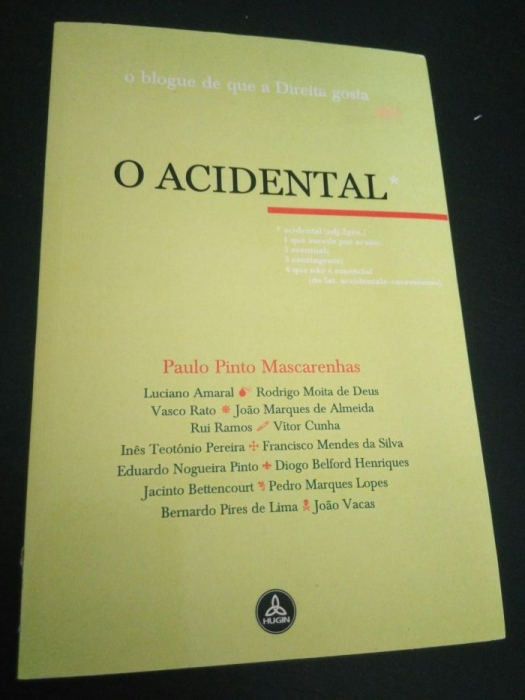
Fotografia do livro "O Acidental - O blogue de que a Direita gosta", publicado em Maio de 2005 pela Hugin

Pedro Mexia escreveu sobre o blogue de direita, no Diário de Notícias, afirmando que “”O Acidental nasceu para combater o "monopólio" da esquerda“”. E acrescentava ainda que  “”O Acidental surgiu num contexto em que a imprensa sublinhou o aparecimento de uma nova geração de intelectuais urbanos e trintões que se assumem descomplexadamente de direita e esboçam um espaço ideológico consistente, com alguns traços conservadores e algumas inclinações liberais“”.
No blogue Acidental, que teve alguns textos dos seus autores reunidos em livro, também participou Manuel Castelo-Branco, que publicou em 2006 no blogue um dos primeiros textos públicos sobre o assassinato do seu pai, Gaspar Castelo-Branco, às mãos das FP-25 de Abril - Foi decidido esquecê-lo.  
Como escreve António Araújo, no livro Da Direita à Esquerda, Paulo Pinto Mascarenhas foi o fundador de um dos mais influentes blogues da primeira geração, O Acidental, onde colaboraram inúmeros nomes que já tinham (ou viriam a alcançar) grande projeção pública: Bernardo Pires de Lima, Diogo Belford Henriques, Eduardo Nogueira Pinto, Francisco Mendes da Silva, Henrique Raposo, Inês Teotónio Pereira, João Marques de Almeida, Leonardo Ralha, Luciano Amaral, Manuel Castelo-Branco, Manuel Falcão, Nuno Costa Santos, Pedro Marques Lopes, Rodrigo Moita de Deus, Vasco Rato ou Vítor Cunha.
Também Sérgio Barreto Costa, no livro "A Blogosfera Portuguesa" de 2021 refere O Acidental.

## Colaboradores
As origens dos vários colaboradores do blogue foram diversas, entre militantes ativos do PSD e do CDS, sendo um embrião para o aparecimento de uma nova geração de colunistas e comentadores da imprensa e televisão: Ana Albergaria, Bernardo Pires de Lima e Diogo Belford Henriques , Eduardo Nogueira Pinto, Francisco Mendes da Silva , Henrique Raposo , Inês Teotónio Pereira , Jacinto Bettencourt, João Marques de Almeida, João Vacas , José Bourbon Ribeiro , Leonardo Ralha , Luciano Amaral, Luís Goldschmidt, Manuel Castelo-Branco , Manuel Falcão, Nuno Costa Santos , Pedro Marques Lopes, Rodrigo Moita de Deus , Tiago Geraldo , Vasco Rato , Vitor Cunha e o próprio Paulo Pinto Mascarenhas. 
Após o encerramento do blogue, alguns dos seus autores vieram a ser também membros fundadores do blog 31 da Armada. 